# Bunad

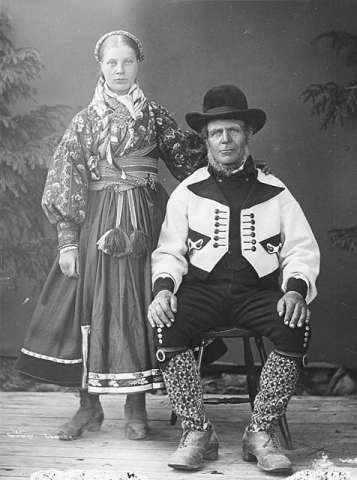
Paar aus dem östlichen Telemark in Volkstracht, um 1880–90. Bunader sind oft von Volkstrachten inspiriert.

Als Bunad (Plural bunader) bezeichnet man in Norwegen traditionelle sowie konstruierte Nationaltrachten. Das Wort leitet sich her aus dem norrønen búnaðr, was in etwa "Haushaltsausstattung" oder "Kleidung" bedeutet, ist aber im modernen Sinn ein Neologismus des 20. Jahrhunderts.
Viele Norweger tragen Bunad nicht nur bei folkloristischen Veranstaltungen, sondern vor allem zu festlichen Ereignissen wie Hochzeiten, Taufen, Konfirmationen sowie am Nationalfeiertag, dem 17. Mai.
Die Bunader der verschiedenen Regionen unterscheiden sich in Form und Muster, wobei es für viele Bunader auch Farbvarianten gibt. Selten werden sie von den Damen im Haus selbst angefertigt, um dann besonders für Mädchen zur Konfirmation als Geschenk zu dienen. Bunader für Männer sind deutlich seltener.
Die Bunad-Tradition entstand im 20. Jahrhundert und wurde von ähnlichen Traditionen vor allem im deutschsprachigen Raum im 19. Jahrhundert inspiriert. Die Tradition ist jedoch nicht in allen Bevölkerungsgruppen verbreitet und wurde ursprünglich von national orientierten Kreisen gefördert im Sinne der Nationalromantik.

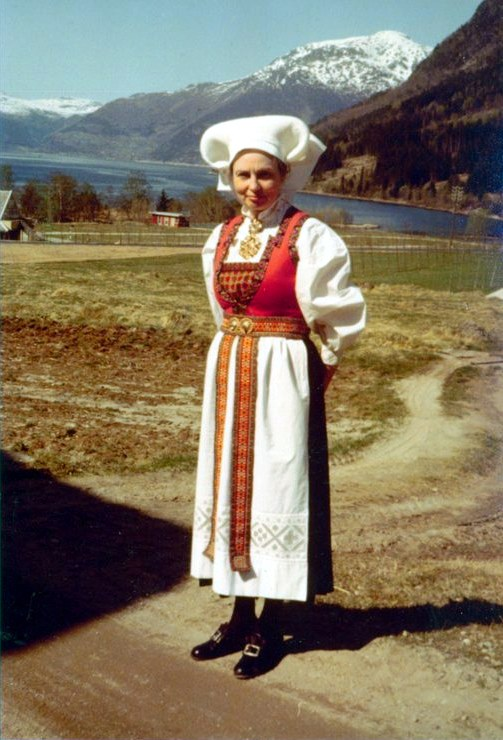
Bunad vom Hardangerfjord
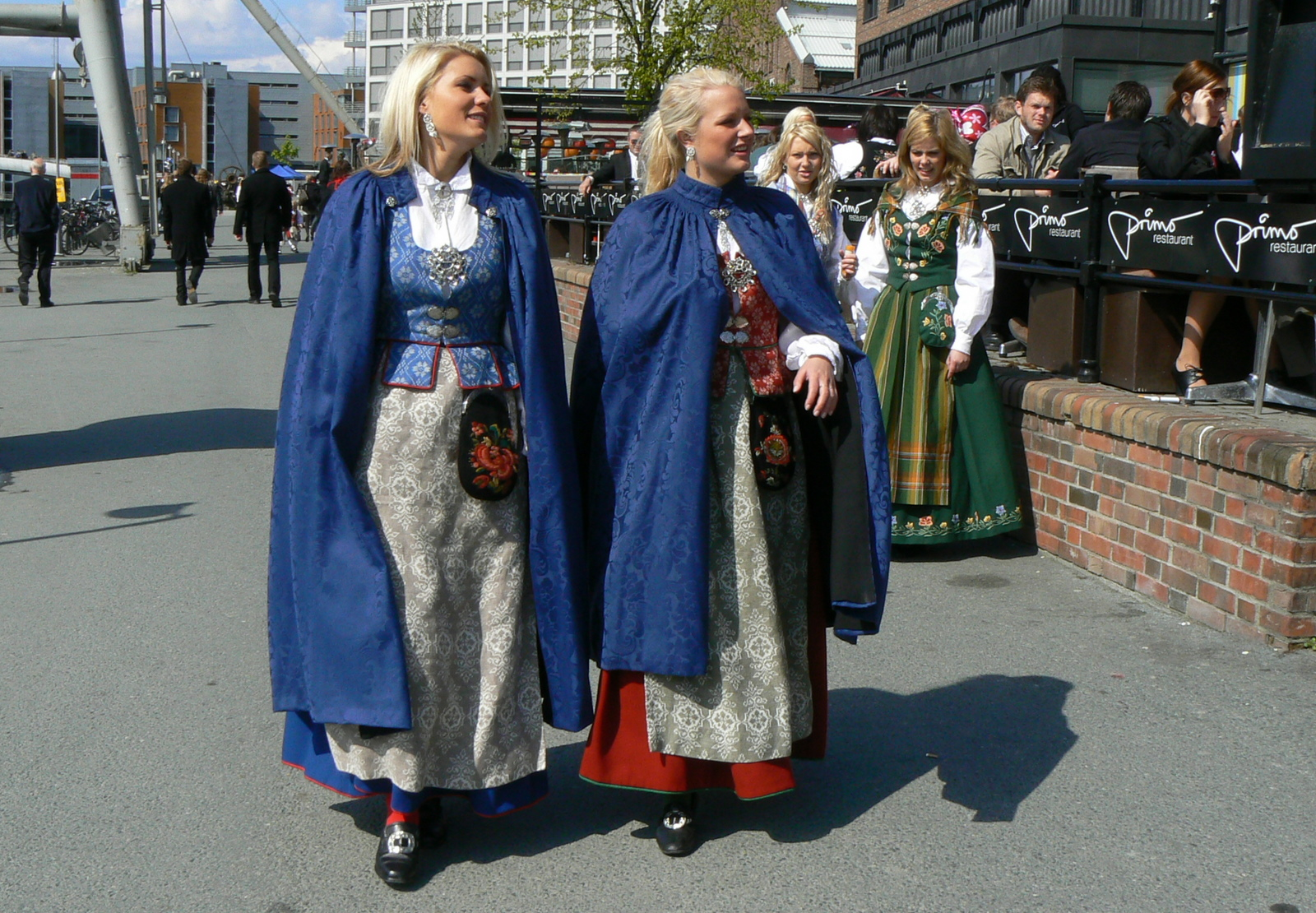
Frauen in Trønder-Bunad am Nationalfeiertag
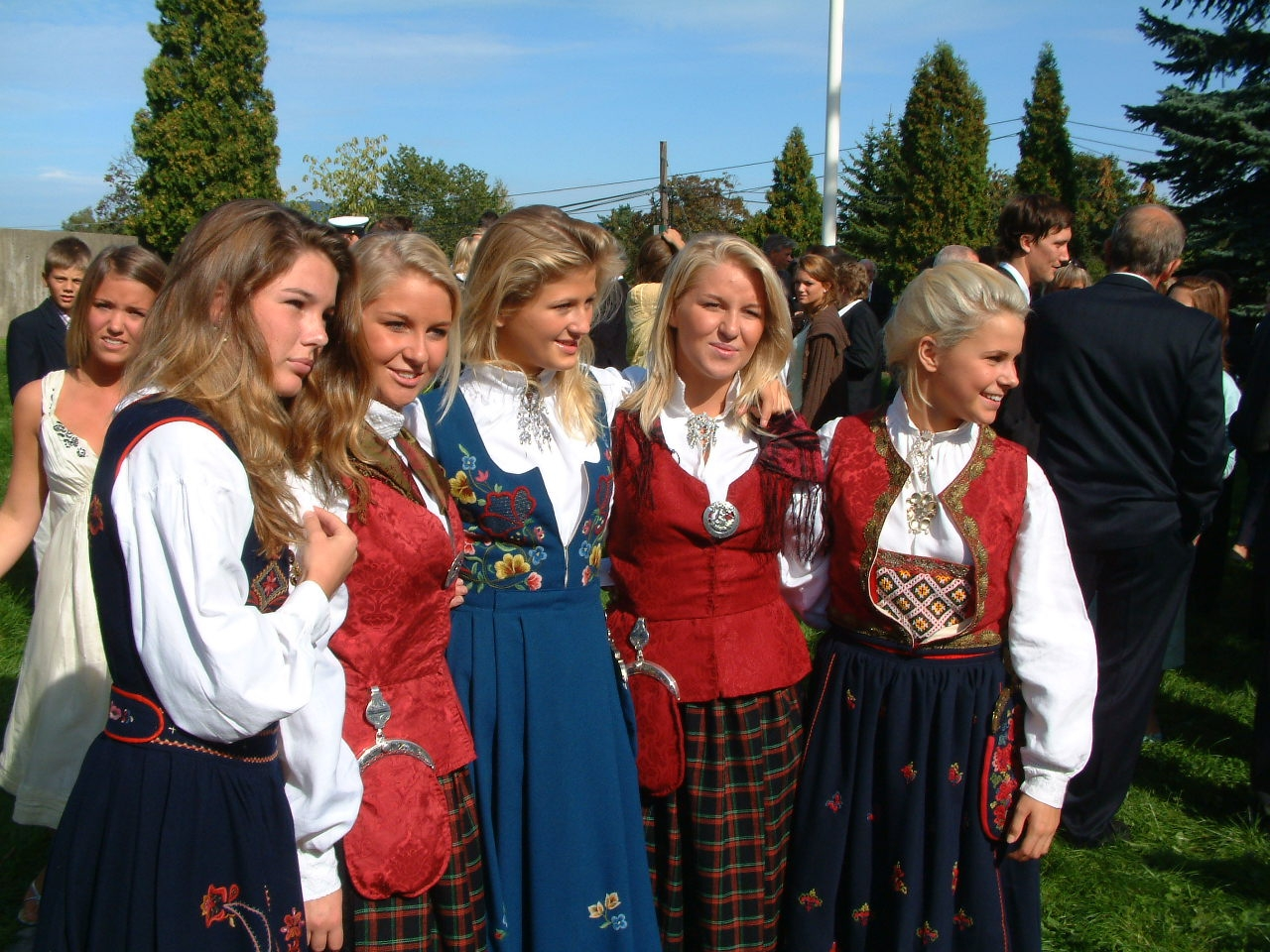
Bunader verschiedener Regionen
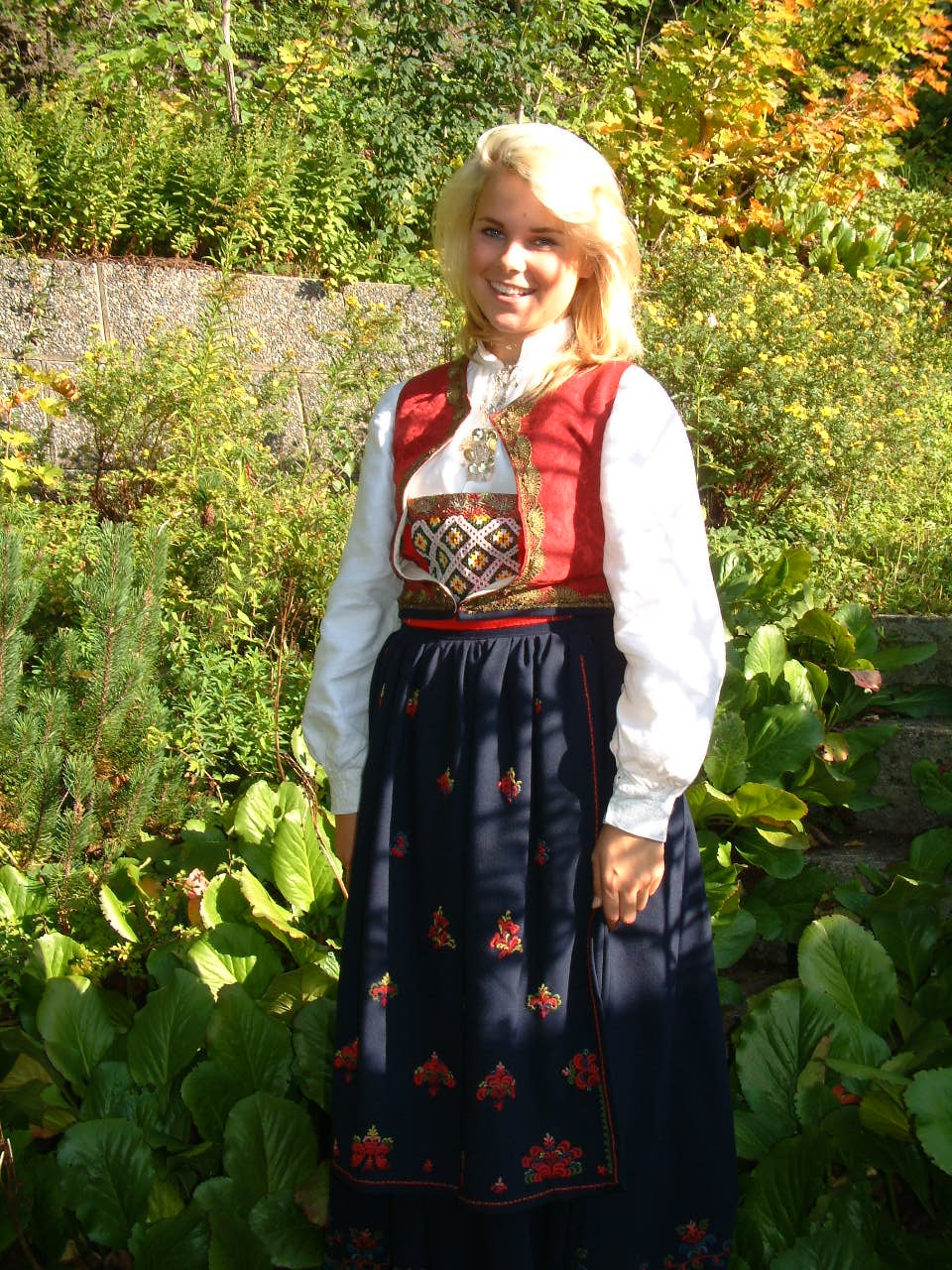
Eine Frau in Asker-Bunad
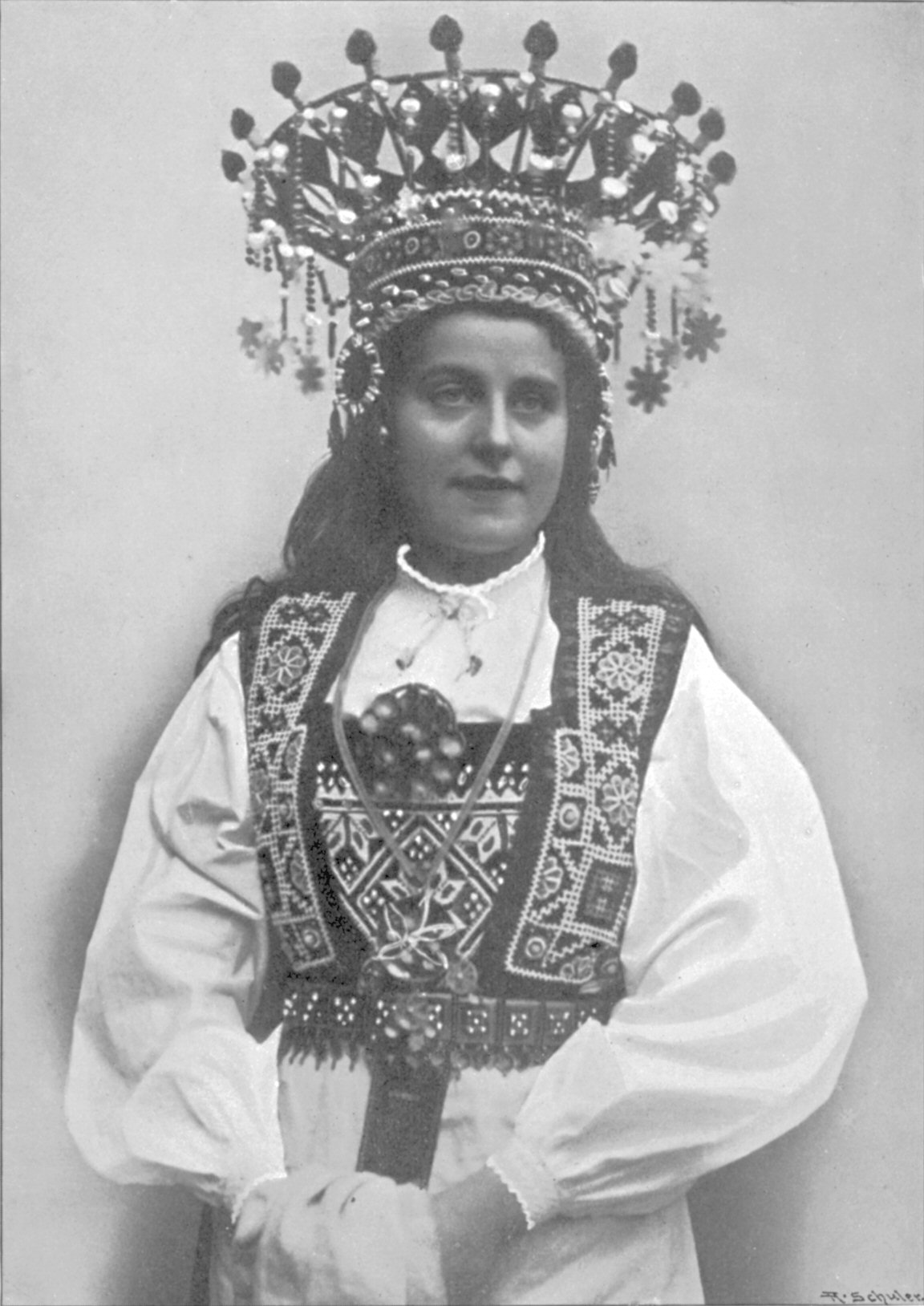
Hardanger-Bunad mit Brautkrone
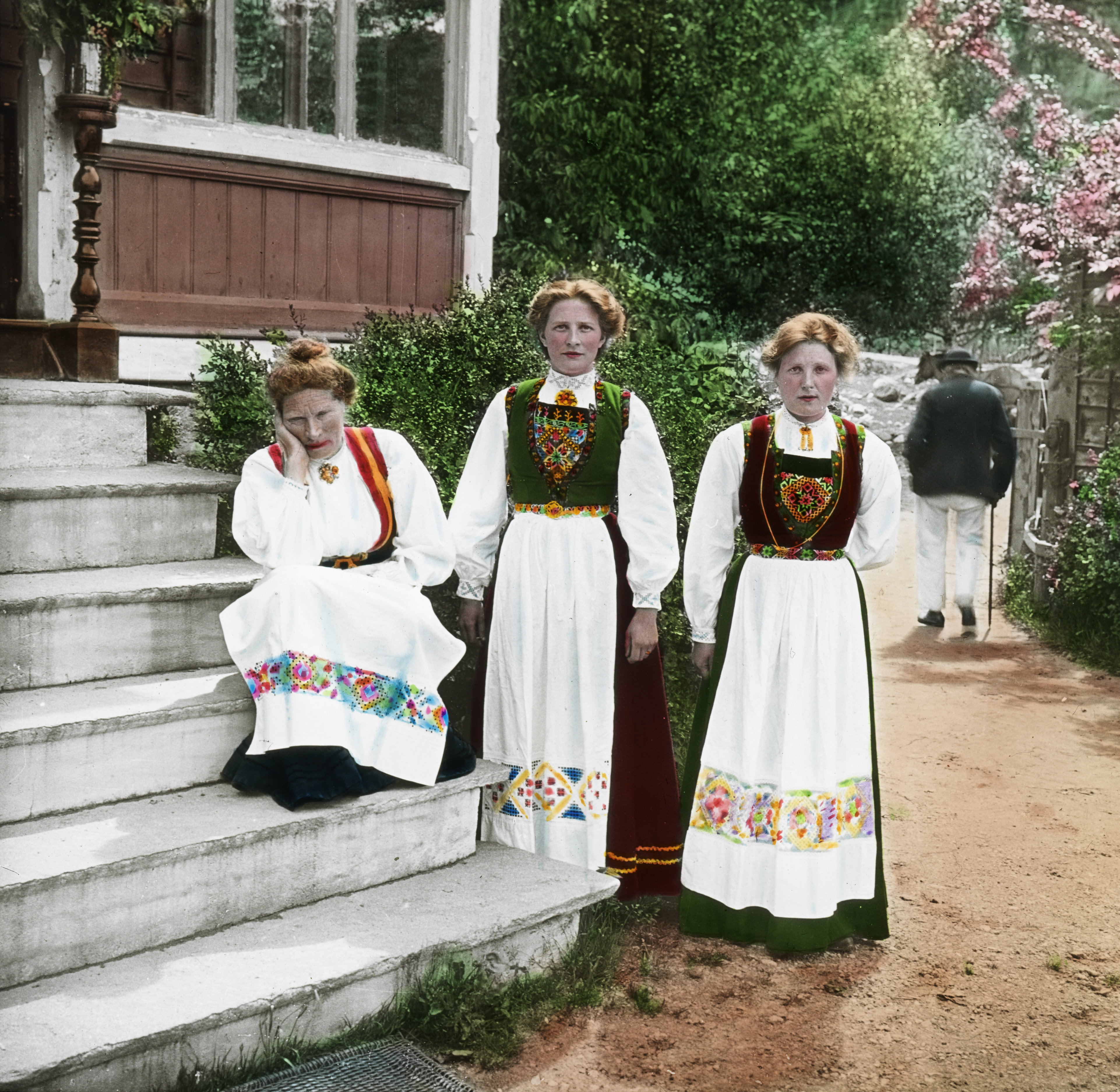
Bunad von Hardanger
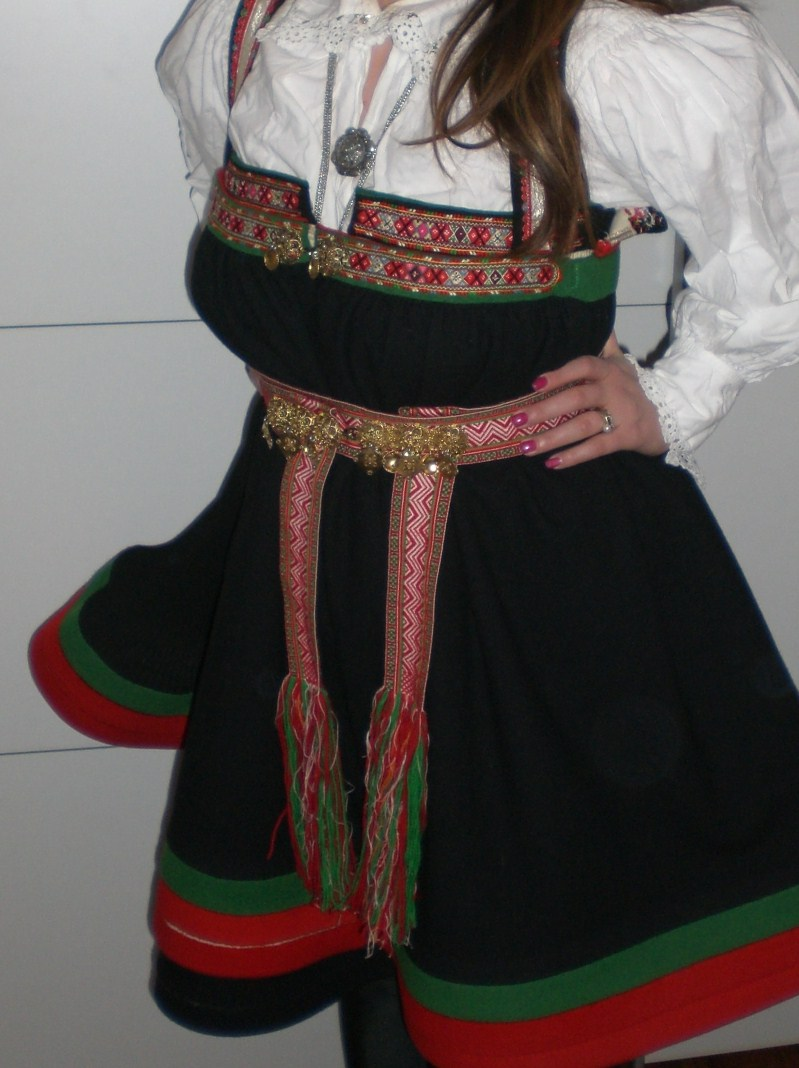
Setesdal-Bunad